# Opisthotropis cheni
Espèce
Statut de conservation UICN

 LC  : Préoccupation mineure
Opisthotropis cheni est une espèce de serpents de la famille des Natricidae. 

## Répartition
Cette espèce est endémique de République populaire de Chine. Elle se rencontre entre 200 et 1 300 m d'altitude au Guangdong et au Hunan.

## Description
C'est un serpent ovipare.

## Étymologie
Cette espèce est nommée en l'honneur de Yuan-hui Chen.

## Publication originale
- Zhao, 1999 : Diagnoses of a new frog and a new snake from China. Sichuan Journal of Zoology, vol. 18, no 3 (texte intégral).